# Pangaea (Album)
Pangaea ist ein Album des Jazztrompeters Miles Davis. Es wurde am 1. Februar 1975 in Osaka aufgenommen und im selben Jahr von Columbia Records veröffentlicht.

## Vorgeschichte des Albums
Nach Bitches Brew (1970), dem Höhepunkt seines stilistischen Umbruchs, der sich seit den Alben Miles in the Sky (1967) und vor allem In a Silent Way (1969) vollzog, nahm der Trompeter eine Reihe von Live-Alben auf, die stark in Beziehung zu Rock- und Funk-Rhythmen standen, dokumentiert in Alben wie Live Evil oder Miles at Fillmore (1970). Danach vollzog sich um 1972/73 eine rhythmische Neuorientierung: „Unsere Melodien werden immer kürzer und kürzer, und wir spielen davon immer weniger, denn alle Melodien, die du hören kannst, sind schon durch das Plattengeschäft registriert und ausgebeutet worden. (...) Aus diesem Grunde beschäftigen wir uns heute viel mehr mit Rhythmen, besonders mit Polyrhythmik. Und die Melodie kann sich im Rhythmus von Bass und Schlagzeug wiederfinden. Wir sind drei Orchester in einem: ein afrikanisches, ein okzidentales und ein orientalisches“, sagte Miles Davis zu der Ausrichtung seiner Musik.

## Das Album
Die beiden Doppelalben "Pangaea" und "Agharta" wurden am selben Tag aufgenommen; "Agharta" beim Nachmittagskonzert, "Pangaea" beim Abendkonzert in der Festival Hall in Osaka. Die sich schon im Album "Dark Magus" andeutende Entwicklung wird hier fortgesetzt: Der Sound wird dichter und differenzierter angelegt, das Ensemble zusätzlich mit zwei Gitarristen verstärkt. Dem jungen Pete Cosey gelingt es, das Erbe Jimi Hendrix´ mit der Technik John McLaughlins zu paaren. In den lang angelegten Improvisationen von "Pangaea" werden "alle formalen Normen, die die Entwicklung des Jazz bisher bestimmt hatten, fast völlig eliminiert", so Davis-Biograph Peter Wießmüller zu dem Album, "Miles erzeugt immer wieder kosmische Klangeinschübe aus seiner experimentellen Soundküche, wobei er die Grenzen zur Atonalität überschreitet. Flankiert von eskalierenden und präzise getrommelten Perkussionspartikeln M'tumes oder von Sonny Fortunes zärtlichen Flötenintonationen werden träumerische Visionen oder auch atemlose Spannungen hervorgerufen".

## Die Titel
Disc One
1. "Zimbabwe" – 41:48

Disc Two
1. "Gondwana" – 46:50